# Miguel Ríos
Miguel Ríos, geboren als Miguel Ríos Campaña (Granada, 7 juni 1944) is een Spaanse zanger, componist en acteur.

## Carrière
Ríos werd geboren in La Cartuja, een stadsdeel van Granada. Als jongste van zeven kinderen ging hij op 15-jarige leeftijd werken in een plaatselijke bar na een kleine formele opleiding. Zijn interesse in rock-'n-roll leidde hem om deel te nemen aan een talentenjacht bij het radiostation Cenicienta 60, waar hij en zijn vrienden een prijs wonnen met de song You Are My Destiny van Paul Anka.
Na de dood van zijn vader verhuisde hij, met toestemming van zijn moeder, in 1961 op 16-jarige leeftijd naar Madrid, waar hij zijn eerste vier songs opnam. In populaire kringen kreeg hij de bijnaam Mike Ríos, de koning van de twist.
Als Mike Ríos verkreeg hij enige tv-populariteit tijdens de eerste helft van de jaren 1960. In 1964 nam hij zijn echte naam weer aan, hetgeen hem de steun kostte van zijn band Los Relámpagos. Hij maakte zijn eerste entree in de bioscoop met de film Dos chicas locas, locas.
Een introverte zoektocht naar zijn ware identiteit resulteerde in enkele rockige tijden. In 1967 nam hij Vuelvo a Granada, El río, Contra el cristal, El cartel en Mira hacia ti op. In 1970 werd hij een superster in Spanje. Zijn song Himno de la alegría was een aftreksel van de laatste omzetting van de Symfonie nr. 9 van Beethoven en verscheen onder de naam symfonische rock. Deze werd in mei 1970 uitgebracht in het Verenigd Koninkrijk en de Verenigde Staten als A Song of Joy bij A&M Records, met gelijktijdige verkopen in de Verenigde Staten en Canada die de een miljoen-grens bereikten in juli. In augustus 1970 plaatste het nummer zich in de Britse single-hitlijst (#16). De single werd onderscheiden met goud door de RIAA. Er werden wereldwijd drie miljoen exemplaren verkocht en was de nummer 1 in meerdere vreemde muziekhitlijsten. In 1970 bereikte de song de Amerikaanse Billboard Hot 100 (#14).
Aan de artistieke carrière van Ríos kwam abrupt een einde, toen hij werd gearresteerd en vastgezet voor het bezit van hasjiesj kort na zijn Rock y Amor-concert. Midden jaren 1970 nam hij drie progressieve rock-albums op, maar ze waren commercieel niet erg succesvol.
In 1982 bracht Ríos het live-dubbelalbum Rock and Rios uit, opgenomen op 5 en 6 maart in het Pabellón del Real Madrid en gepubliceerd in juni van hetzelfde jaar. Dit album werd door muziekcritici en fans beschouwd als een van de belangrijkste werken van de moderne Spaanse rock en een breekpunt voor de Spaanse muziekindustrie. Ríos verkocht meer dan 450.000 exemplaren in minder dan een jaar tijd, een prestatie die hij niet meer kon evenaren. Ironisch genoeg was dit concert een gebeurtenis in zijn 20-jarige muziekcarrière, aangezien de meeste aanwezigen nog niet waren geboren toen zijn carrière begon. Een van de unieke aspecten van dit album was de publicatie. Terwijl de meeste livealbums toentertijd pas werden uitgebracht na afsluiting van een tournee, deed Ríos dit op hetzelfde moment als dat hij startte met de tournee. Het succes van beide maakte hem tot een van de rijkste entertainers uit deze periode. Rock and Rios werd ook beschouwd als cultureel baken voor de transformatie van de Spaanse samenleving, toen het langzaam begon te genieten van de vrijheid van democratie zes jaar geleden. Het is ook gedacht als de voorbode van Spanje's La Gran Movida, een term die algemeen de straatcultuur bepaalde van de jaren 1980 in Spanje.

## Discografie
- 1969: Mira hacia ti
- 1970: Despierta
- 1971: Unidos
- 1972: Miguel Ríos en directo: Conciertos de Rock y amor
- 1973: Miguel Ríos: Éxitos
- 1974: Memorias de un ser humano
- 1976: La huerta atómica
- 1977: Al-Andalus
- 1979: Los viejos rokeros nunca mueren
- 1980: Rocanrol bumerang
- 1981: Extraños en el escaparate
- 1982: Rock and Rios
- 1983: El Rock de una noche de verano
- 1984: La encrucijada
- 1985: Lo más de rock en el ruedo
- 1986: El año del cometa
- 1987: Que noche la de aquel año
- 1989: Miguel Ríos
- 1991: Directo al corazón
- 1992: Así que pasen treinta años
- 1995: Por siempre
- 1995: Canciones de amor para tiempos difíciles
- 1996: Como si fuera la primera vez
- 1998: Miguel Ríos en concierto: Big Band Ríos
- 1999: Ana Belén, Miguel Ríos cantan a Kurt Weill
- 2001: Miguel Ríos y las estrellas del rock latino
- 2004: 60mp3
- 2008: Solo o en compañía de otros
- 2010: Bye Bye Ríos

- Biblioteca Nacional de España: XX943327
- Gemeinsame Normdatei: 134498429
- International Standard Name Identifier: 0000 0003 5570 8818
- Library of Congress Control Number: n84013977
- MusicBrainz: cfd5e4f3-e73d-4f8e-a315-6b99c7b1c3f7
- Virtual International Authority File: 122165339
- WorldCat: E39PBJcWwwqTCBDyVQxKkMP4v3